# Partículas japonesas
Las partículas japonesas, joshi (助詞?) o teniwoha (てにをは?), son afijos o palabras cortas de la gramática japonesa que inmediatamente siguen al sustantivo modificado, verbo, adjetivo, u oración. Tienen una amplia gama de funciones gramaticales, incluyendo indicios de una pregunta, exclamación, el estado del hablante u otros sentimientos.

## Ortografía
Las partículas japonesas, como el okurigana, están normalmente escritas en hiragana. Algunas partículas tienen forma de kanji, pero en la escritura moderna el hiragana es el más usado. Las tres partículas comunes, o, e y wa, se escriben con el hiragana wo, he, y ha respectivamente. Esto es una reliquia del uso histórico del kana, aunque la partícula o es pronunciada como wo por algunos hablantes.

## Lista de partículas

### bakari
| ばかり            | Bakari: "Sólo, lleno de" Coloquialmente: bakkari, bakka | Bakari: "Sólo, lleno de" Coloquialmente: bakkari, bakka |
| Formas            | Japonés                                                 | Significado                                             |
| ----------------- | ------------------------------------------------------- | ------------------------------------------------------- |
| Sustantivos       | Tōkyō wa hito bakari da. 東京は人ばかりだ。             | Tokio está lleno de gente.                              |
| Verbos (forma ta) | Tabeta bakari da. 食べたばかりだ。                      | Acabo de comer.                                         |
| Verbos (forma te) | Kare wa tabete bakari iru 彼は食べてばかりいる。        | Él siempre está comiendo                                |

#### bakari ka
| ばかりか    | Bakari ka: "no sólo". Puede estar acompañada por sae ("pero también") indican algo inusual y poco corriente. Etimología: bakari + ka | Bakari ka: "no sólo". Puede estar acompañada por sae ("pero también") indican algo inusual y poco corriente. Etimología: bakari + ka |
| Formas      | Japonés | Significado |
| ----------- | --- | --- |
| Sustantivos | Sofu bakari ka, sōsofu sae ikite iru. 祖父ばかりか、曽祖父さえ生きている。                                                           | No sólo mi abuelo está vivo, sino que también mi bisabuelo.                                                                          |

### bakashi
ばかし (bakashi) es otra forma de bakari, escrita ばかし.

### dake
| だけ               | Dake: "sólo"; límite. Dake funciones como un sustantivo. | Dake: "sólo"; límite. Dake funciones como un sustantivo. |
| Formas             | Japonés                                                  | Significado                                              |
| ------------------ | -------------------------------------------------------- | -------------------------------------------------------- |
| Sustantivos        | rōmaji dake no jisho ローマ字だけの辞書。                | un diccionario sólo de rōmaji                            |
| Verbos (volitivos) | Netai dake nete mo ii. 寝たいだけ寝てもいい。            | Puedes dormir tanto como quieras [dormir].               |

### da no
| だの                           | Da no: "y, como cosas/algo". Etimología: da (cópula) + no. Esta partícula es usada con menos frecuencia que to ka.          | Da no: "y, como cosas/algo". Etimología: da (cópula) + no. Esta partícula es usada con menos frecuencia que to ka. |
| Formas                         | Japonés | Significado |
| ------------------------------ | --- | --- |
| Sustantivos, adjetivos, verbos | Nattō da no, shīfūdo da no, wasabi da no — nihonshoku ga nigate da. 納豆だの、シーフードだの、わさびだの — 日本食が苦手だ。 | Nattō, mariscos, wasabi — La comida japonesa no es cosa mía.                                                       |

### darake
| だらけ      | Darake: "cubierto con/de, lleno/repleto de" . A menudo tiene connotaciones negativas. | Darake: "cubierto con/de, lleno/repleto de" . A menudo tiene connotaciones negativas. |
| Formas      | Japonés                                                                               | Significado                                                                           |
| ----------- | ------------------------------------------------------------------------------------- | ------------------------------------------------------------------------------------- |
| Sustantivos | Watashi no fuku ha doro darake! 私の服は泥だらけ！                                    | Mi ropa está cubierta de barro.                                                       |

### de
| で                       | Etimología: Originalmente una alteración de ni te, más tarde tratada como una conjugación de la cópula da | Etimología: Originalmente una alteración de ni te, más tarde tratada como una conjugación de la cópula da |
| Formas                   | Japonés                                                                                                   | Significado                                                                                               |
| ------------------------ | --- | --- |
| Sustantivos: instrumento | Jitensha de ikimashō. 自転車で行きましょう。                                                              | Vayamos en bici.                                                                                          |
| Sustantivos: lugar       | Koko de yasumitai. ここで休みたい。                                                                       | Quiero descansar aquí.                                                                                    |
| Sustantivos: lenguaje    | Nihongo de tegami wo kaita. 日本語で手紙を書いた。                                                        | Escribí una carta en Japonés.                                                                             |

#### de mo
| でも                                        | Aunque: "incluso; o; pero, sin embargo; también" Etimología: de + mo      | Aunque: "incluso; o; pero, sin embargo; también" Etimología: de + mo |
| Formas                                      | Japonés                                                                   | Significado                                                          |
| ------------------------------------------- | ------------------------------------------------------------------------- | -------------------------------------------------------------------- |
| Sustantivos, partículas: "incluso"          | Uchū kara de mo Banri-no-Chōjō ga mieru. 宇宙からでも万里の長城がみえる。 | Incluso desde el espacio puedes ver la Gran Muralla china.           |
| Sustantivos: "o"                            | Ocha de mo, kōhī de mo, dō desu ka? お茶でも、コーヒーでも、どうですか？  | ¿Qué quieres té o café?                                              |
| Sustantivos: "también en"                   | Nihon de mo eigo o benkyō suru 日本でも英語を勉強する。                   | En Japón también estudiamos inglés.                                  |
| Comienzo de frase: "pero, sin embargo, aún" | De mo, watashi wa sō omowanai でも、私はそう思わない。                    | Pero no lo creo así.                                                 |

#### ni te
| にて | Versión formal de de, funciona de la misma manera. Etimología: Partícula de causa ni + partícula conjunctiva te (c.f. forma te de los verbos japoneses) | Versión formal de de, funciona de la misma manera. Etimología: Partícula de causa ni + partícula conjunctiva te (c.f. forma te de los verbos japoneses) |
| ---- | --- | --- |

### dokoro ka
| どころか (所か) | Dokoro ka: "algo pero, mucho de"; "ni hablar de" Etimología: dokoro (tokoro: lugar) + ka | Dokoro ka: "algo pero, mucho de"; "ni hablar de" Etimología: dokoro (tokoro: lugar) + ka |
| Formas          | Japonés                                                                                  | Significado                                                                              |
| --------------- | ---------------------------------------------------------------------------------------- | ---------------------------------------------------------------------------------------- |
| Sustantivos     | Kare wa keisatsukan dokoro ka, hanzaisha da. 彼は警察官どころか、犯罪者だ。              | ¿Policía? ni hablar; Él es un criminal.                                                  |

### e
| へ                     | E: "hacia, a"; dirección E se escribe con へ en lugar de え, reflejando el antiguo uso del kana. | E: "hacia, a"; dirección E se escribe con へ en lugar de え, reflejando el antiguo uso del kana. |
| Formas                 | Japonés                                                                                          | Significado                                                                                      |
| ---------------------- | ------------------------------------------------------------------------------------------------ | ------------------------------------------------------------------------------------------------ |
| Sustantivos: dirección | Nihon e yōkoso! 日本へようこそ！                                                                 | ¡Bienvenido a Japón!                                                                             |

### ga
| が, ヶ                              | Ga (sólo が): partícula de sujeto, conjunción ("pero") Ga (が o ヶ): Posesivo histórico usado para unir sustantivos, la mayoría aparecen como ヶ | Ga (sólo が): partícula de sujeto, conjunción ("pero") Ga (が o ヶ): Posesivo histórico usado para unir sustantivos, la mayoría aparecen como ヶ |
| Formas                              | Japonés | Significado |
| ----------------------------------- | --- | --- |
| Sustantivos: partícula de sujeto    | Neko ga esa o tabeta. 猫が餌を食べた。 | El gato se comió el cebo. |
| Sustantivo: Conector de sustantivos | wa ga kuni 我が国 Fujimi ga Oka 富士見が丘 Seki ga hara 関が原                                                                                   | mi/nuestro [colectivo] país La colina Fuji Entrada directa (lugar de la Batalla de Sekigahara)                                                   |
| Frases: conjunción                  | Inu wa suki da ga, neko wa kirai da. 犬は好きだが、猫は嫌いだ。                                                                                  | Me gustan los perros pero odio los gatos. |

### hodo
| ほど (程) | Hodo: "tal como"; límite superior                              | Hodo: "tal como"; límite superior       |
| Formas | Japonés                                                        | Significado                             |
| --- | -------------------------------------------------------------- | --------------------------------------- |
| Sustantivos | Kare hodo nihongo ga umakunai. 彼ほど日本語がうまくない。      | Mi japonés no es tan bueno como el suyo |
| Adjetivos* | Hayai hodo ii. 早いほどいい。                                  | Cuanto más rápido, mejor.               |
| Verbos | Aitsu ga koroshitai hodo kirai da あいつが殺したいほど嫌いだ。 | Le odio tanto que quiero matarlo        |
| *Cuando un adjetivo japonés de tipo i es marcado con hodo, entonces no es un verbo, ya que un adjetivo no puede ser el agente de un verbo en japonés. |                                                                |                                         |

### ka
| か                                | Ka: preguntas, alternativas en una lista, cita que expresa dudas; "si," especialmente cuando se usa con dō ka ("o no"). | Ka: preguntas, alternativas en una lista, cita que expresa dudas; "si," especialmente cuando se usa con dō ka ("o no"). |
| Formas                            | Japonés | Significado |
| --------------------------------- | --- | --- |
| Sustantivos, verbos: alternativas | Kore ka, sore ka, docchika erande yo. これか、それか、どっちか選んでよ。                                                | Este o ese, elige a uno.                                                                                                |
| Sustantivos, verbos: "si (o no)"  | Iku ka [dō ka] wakaranai. 行くか（どうか）分からない。                                                                  | No sé [si o + no] vendrá.                                                                                               |
| Frases: pregunta                  | Wakaru ka? 分かるか？                                                                                                   | ¿Entiendes? |
| Frase: Cita que expresa duda      | Iku ka to omoimasu ga... 行くかと思いますが。。。                                                                       | Creo que vendrá (pero no estoy seguro)...                                                                               |

### kai
かい kai es una variante de la partícula de pregunta ka, usada por algunos hombres y sólo para preguntas de sí/no.

### ka na
| かな   | Ka na: "Me pregunto" Etimología: ka + na       | Ka na: "Me pregunto" Etimología: ka + na  |
| Formas | Japonés                                        | Significado                               |
| ------ | ---------------------------------------------- | ----------------------------------------- |
| Frases | Kare wa ayashii hito ka na. 彼は怪しい人かな。 | Me pregunto si es una persona sospechosa. |

### kara
| から                         | Kara: "de, desde, después, porque" Kara puede estar seguido por no para unir dos sustantivos. | Kara: "de, desde, después, porque" Kara puede estar seguido por no para unir dos sustantivos. |
| Formas                       | Japonés                                                                                       | Significado                                                                                   |
| ---------------------------- | --------------------------------------------------------------------------------------------- | --------------------------------------------------------------------------------------------- |
| Sustantivos: "desde, de"     | Tōkyō kara kaetta. 東京から帰った。                                                           | Ha vuelto de Tokyo.                                                                           |
|                              | zutto mae kara no hanashi ずっと前からの話                                                    | Una conversación de hace mucho tiempo(antigua)                                                |
| Verbos (forma te): "después" | Owatte kara, kite kudasai. 終わってから、きてください。                                       | Por favor, ven después de acabar (después de que hayas terminado).                            |
| Adjectivos, Verbos: "porque" | Niku o taberenai kara, rāmen wa dame da 肉を食べれないから、ラーメンはだめだ。                | Porque no puedo comer carne, el ramen es malo (una mala idea).                                |

### ka shira
| かしら | Ka shira es como ka na, pero es más usado por mujeres. Véase también Diferencias de género en el idioma japonés. Etimología: ka + shira, la forma irreal (e.j. forma negativa menos el -nai) de shiru "saber" | Ka shira es como ka na, pero es más usado por mujeres. Véase también Diferencias de género en el idioma japonés. Etimología: ka + shira, la forma irreal (e.j. forma negativa menos el -nai) de shiru "saber" |
| Formas | Japonés | Significado |
| ------ | --- | --- |
| Frases | Kare wa ayashii hito ka shira. 彼は怪しい人かしら。 | Me pregunto si es una persona sospechosa. |

### kedo
| けど               | Kedo: "aunque, pero" Etimología: kedo es una versión acortada del keredomo formal. También aparece semi-abreviado y semi-formal como keredo o kedomo. | Kedo: "aunque, pero" Etimología: kedo es una versión acortada del keredomo formal. También aparece semi-abreviado y semi-formal como keredo o kedomo. |
| Formas             | Japonés | Significado |
| ------------------ | --- | --- |
| Adjectivos, verbos | Kanojo wa henda kedo kirei da. 彼女は変だけどきれいだ。                                                                                               | Ella es rara pero guapa |

### kiri
| きり (切り) | Kiri: "solamente, sólo" Kiri es usado más raramente que dake, y funciona como un sustantivo, puede estar seguido por no. | Kiri: "solamente, sólo" Kiri es usado más raramente que dake, y funciona como un sustantivo, puede estar seguido por no. |
| Formas      | Japonés | Significado |
| ----------- | --- | --- |
| sustantivos | futari kiri no o-mise 二人きりのお店                                                                                     | Una tienda con sólo dos personas [que trabajan allí]                                                                     |

### koro/goro
| ころ・ごろ (頃) | Koro: "alrededor, sobre/acerca de, aproximadamente" Koro funciona como un sustantivo y puede estar seguido por no. | Koro: "alrededor, sobre/acerca de, aproximadamente" Koro funciona como un sustantivo y puede estar seguido por no. |
| Formas          | Japonés | Significado |
| --------------- | --- | --- |
| Sustantivos     | San-ji goro ni aimashō. 三時ごろに会いましょう。                                                                   | Nos vemos sobre las 3.                                                                                             |

### koso
| こそ   | Koso: usado para enfatizar. Esto no es una traducción directa, sino semejante al igual que los ejemplos de abajo. | Koso: usado para enfatizar. Esto no es una traducción directa, sino semejante al igual que los ejemplos de abajo.                                                           |
| Formas | Japonés | Significado |
| ------ | --- | --- |
| Frases | Kyō koso, yaru zo! 今日こそ、やるぞ！ Kimi ga suki da kara koso kore hodo ganbatte iru n da yo. 君が好きだからこそこれほどがんばっているんだよ。 Kochira koso, yoroshiku onegai shimasu. こちらこそ、よろしくおねがいします。 | Hoy es el día ¡lo haré! Es exactamente porque me gustas por lo que me estoy esforzando tanto. Mas bien yo estoy encantado de conocerte. (Emfatizantes al lado o también yo) |

### kurai/gurai
| くらい・ぐらい (位) | Kurai: "acerca de, aproximadamente" Kurai funciona como un sustantivo y puede estar seguido por no. | Kurai: "acerca de, aproximadamente" Kurai funciona como un sustantivo y puede estar seguido por no. |
| Formas              | Japonés                                                                                             | Significado                                                                                         |
| ------------------- | --------------------------------------------------------------------------------------------------- | --------------------------------------------------------------------------------------------------- |
| Sustantivos         | Juppun kurai kakaru 十分くらいかかる。                                                              | Tómate cerca de 10 minutos.                                                                         |

### made
| まで (迄)                                  | Made: "hasta, en la medida de" Indica un límite de tiempo o lugar        | Made: "hasta, en la medida de" Indica un límite de tiempo o lugar |
| Formas                                     | Japonés                                                                  | Significado                                                       |
| ------------------------------------------ | ------------------------------------------------------------------------ | ----------------------------------------------------------------- |
| Sustantivos (especialmente lugar o tiempo) | Kono densha wa, Shimonoseki made ikimasu. この電車は、下関まで行きます。 | Este tren llega hasta Shimonoseki.                                |
| Verbos                                     | Kaeru made matte iru. 帰るまで待っている。                               | Esperaré hasta que vuelvas a casa.                                |

### made ni
| までに (迄に)       | Made ni: "por/para (un cierto tiempo), no despues de, antes de" Etimología: made + ni | Made ni: "por/para (un cierto tiempo), no despues de, antes de" Etimología: made + ni |
| Formas              | Japonés                                                                               | Significado                                                                           |
| ------------------- | ------------------------------------------------------------------------------------- | ------------------------------------------------------------------------------------- |
| Sustantivos, verbos | Ku-ji made ni kaeru. 九時までに帰る。                                                 | Llegaré a casa para eso de las nueve.                                                 |

### me
| め (目)                           | me (目 sólo): partícula ordinal mí (め only): insultante/peyorativo | me (目 sólo): partícula ordinal mí (め only): insultante/peyorativo |
| Formas                            | Japonés                                                             | Significado                                                         |
| --------------------------------- | ------------------------------------------------------------------- | ------------------------------------------------------------------- |
| Clasificador sustantivos: ordinal | Supein wa nikai me desu. スペインは二回目です。                     | Esta es mi segunda vez en España.                                   |
| Sustantivos: peyorativo           | Orokamono me! 愚か者め！                                            | [Tú] jodido idiota!                                                 |

### mo
| も                  | Mo: "también/y" Mo a veces sustituido por wa y ga, pero también seguido a veces por otras partículas. | Mo: "también/y" Mo a veces sustituido por wa y ga, pero también seguido a veces por otras partículas. |
| Formas              | Japonés                                                                                               | Significado                                                                                           |
| ------------------- | --- | --- |
| Sustantivos, frases | Watashi ni mo kureta. 私にもくれた。                                                                  | Me dio algo también.                                                                                  |

### mono/mon
Es utilizado para transformar un verbo en un objeto:
Hoshii mono. "Lo que quiero." (Hoshii suru - querer)
Todokanu mono. "Lo que no tendré." (Todokeru - alcanzar)
No tiene el mismo significado que la partícula nowa que marca el objeto indirecto:
Watashi ga hoshii nowa neko desu.  "Lo que quiero es un gato"

### mono-de
Es una partícula conjuntiva de mono y de que indica causa o razón.
Yasui mono de, kippu wo katta. "Compré el boleto porque estaba barato."

### mono-ka/mon-ka
Es utilizado para crear una forma de pregunta indicando que quien habla en verdad cree lo contrario de lo que afirma, hace hincapié en la determinación de no hacer algo. Se podría considerar un tipo de ironía.
Jigoku mono ka shimasu!. "¡Por el infierno que lo haré!."

### mononara
Es una partícula conjuntiva de mono y nara. Su forma de significado es:
Si (objeto/sustantivo/persona) pudiera
Kisu ga mononara. "Si pudiera besarte."

### mono-o
Significa A pesar de que, Aunque, Pero y se utiliza para demostrar un fuerte descontento con una acción que se realiza.
Kimi wo aishite, itai mono wo. "A pesar de que duele, te amo."
Taikutsu na, suru mono wo. "Tengo que hacerlo aunque sea aburrido."

### naynā
| な・なぁ     | Na (sólo な): usado con una clase de adjetivos que se comportan gramaticalmente como sustantivos. También es usado para modificar sustantivos generales ante otras partículas que no son seguidas de sustantivos (e.j. no de). Etimología: El na usado con sustantivos (incluyendo adjetivos de tipo na) es una forma de la cópula. Na o nā al final de una oración es una variante de ne, implicando más reflexión. | Na (sólo な): usado con una clase de adjetivos que se comportan gramaticalmente como sustantivos. También es usado para modificar sustantivos generales ante otras partículas que no son seguidas de sustantivos (e.j. no de). Etimología: El na usado con sustantivos (incluyendo adjetivos de tipo na) es una forma de la cópula. Na o nā al final de una oración es una variante de ne, implicando más reflexión. |
| Formas       | Japonés | Significado |
| ------------ | --- | --- |
| Adjetivos Na | hen na hito 変な人 | Una persona rara |
| Frases       | Hen da nā! 変だな！ | ¡Qué rara! |

### nado
| など (等)   | Nado: "por ejemplo, cosas como, tal como, etc., y así sucesivamente" Funciona como un sustantivo y puede estar seguido por no. | Nado: "por ejemplo, cosas como, tal como, etc., y así sucesivamente" Funciona como un sustantivo y puede estar seguido por no. |
| Formas      | Japonés | Significado |
| ----------- | --- | --- |
| Sustantivos | Nattō ya kabuki nado wa Nihon dake ni aru. 納豆や歌舞伎などは日本だけにある。                                                  | Cosas como natto y kabuki están sólo en Japón.                                                                                 |

### nanka/nante
| なんか・なんて (何か・何て) | Nanka/nante: enfatizadores de disgusto, desprecio, desdén, o sentimientos negativos del hablante. Nante es un poco más formal que nanka. | Nanka/nante: enfatizadores de disgusto, desprecio, desdén, o sentimientos negativos del hablante. Nante es un poco más formal que nanka. |
| Formas | Japonés | Significado |
| --- | --- | --- |
| Sustantivos | Jogen nanka iranai. 助言なんかいらない。                                                                                                 | No necesito ningún (misero) consejo. |
| Verbos* | Oyogu nante dekinai. 泳ぐなんてできない。                                                                                                | No puedo nadar. |
| Adjectivos** | Ōkiku nante nai kedo, kirei da. 大きくなんてないけど、きれいだ。                                                                         | No es grande [o nada], pero está limpio.                                                                                                 |
| *Nanka/nante normalmente es seguido por un verbo que transmite algo de infravalor, malestar, o antipatía, a menudo negativamente. **Puede estar seguido inmediatamente por adjetivos tipo i, usando la forma ku de adjetivo si es seguido por el negativo, o si el adjetivo está seguido por no. Los adjetivos tipo Na requieren de la cópula da o no antes de nante o nanka. | | |

### nara
| なら                                    | Nara: "si"; condicional Hipotético (仮定形) o forma condicional de la cópula da. Relacionado con la forma formal naraba. | Nara: "si"; condicional Hipotético (仮定形) o forma condicional de la cópula da. Relacionado con la forma formal naraba. |
| Formas                                  | Japonés | Significado |
| --------------------------------------- | --- | --- |
| Sustantivos, adjectivos, verbos, frases | Atsui nara, eakon o tsukete 暑いなら、エアコンを付けて。                                                                 | Si tienes calor, pon el aire acondicionado.                                                                              |

### ne
| ね     | Ne: "eh"; interjección, muletilla de pregunta Parecido al castellano "¿no?", "¿Verdad?", Inglés "Hey?" y Francés "non?" como muletilla a final de frase, también usada delante de oraciones para llamar la atención del oyente (informal). | Ne: "eh"; interjección, muletilla de pregunta Parecido al castellano "¿no?", "¿Verdad?", Inglés "Hey?" y Francés "non?" como muletilla a final de frase, también usada delante de oraciones para llamar la atención del oyente (informal). |
| Formas | Japonés | Significado |
| ------ | --- | --- |
| Frases | Kimi wa kashikoi yo ne. 君は賢いよね。 Kakkō ii desu ne. 格好いいですね。 Ne, ima nanji? ね、今何時？ | Eres guapo ¿No? Qué guapo es, ¿Verdad? Oye, ¿Qué hora es? |

### ni
| に                                                     | Ni: "para, a, en, por"; objeto indirecto, dirección  | Ni: "para, a, en, por"; objeto indirecto, dirección |
| Formas                                                 | Japonés                                              | Significado                                         |
| ------------------------------------------------------ | ---------------------------------------------------- | --------------------------------------------------- |
| Sustantivos: lugar                                     | Gakkō ni iru. 学校にいる。                           | Estoy en la escuela.                                |
| Sustantivos: dirección                                 | Gakkō ni iku. 学校にいく。                           | Voy a la escuela.                                   |
| Sustantivos: objeto indirecto                          | Ore ni kaese. 俺に返せ。                             | Vuelve a mi (conmigo).                              |
| Sustantivos: agente pasivo                             | Ka ni sasareta. 蚊にさされた。                       | Fui picado por un mosquito.                         |
| Sustantivos, verbos (sólo tallo): propósito, intención | Eiga o mi ni iku. 映画を見に行く。                   | Voy a ver una película.                             |
| Sustantivos: Complemento agente de voz pasiva          | Sushi ga watashi ni taberareta すしが 私に食べられた | El sushi fue comido por mí                          |

### ni wa
| には                    | Ni wa: "para; en, hacia, a"; Etimología: ni + wa (escrita a veces は) La partícula wa marca el final de la frase en ni el tema de la oración. Sirve como énfasis para un final negativo. | Ni wa: "para; en, hacia, a"; Etimología: ni + wa (escrita a veces は) La partícula wa marca el final de la frase en ni el tema de la oración. Sirve como énfasis para un final negativo. |
| Formas                  | Japonés | Significado |
| ----------------------- | --- | --- |
| Sustantivos: "para"     | Shichimi wa, watashi ni wa kara-sugiru. 七味は、私には辛すぎる。 | Shichimi es demasiado picante para mi. (e.j., "tú puedes gustarle, pero yo no lo creo.")                                                                                                 |
| Sustantivos: "en, para" | Kyōto ni wa hana ga aru. 京都には花がある。 | Hay flores en Kyōto Lit.;(Con respecto a Kyōto [ahí], Hay flores) |

### no
| の                                                        | No: posesión, sustantivo de conexión, marcador de tema (cláusula subordinada), nominalización Cuando nominalizamos frases completas, el no puede funcionar como cualquier énfasis o como una pregunta , dependiendo del tono de voz. | No: posesión, sustantivo de conexión, marcador de tema (cláusula subordinada), nominalización Cuando nominalizamos frases completas, el no puede funcionar como cualquier énfasis o como una pregunta , dependiendo del tono de voz. |
| Formas                                                    | Japonés | Significado |
| --------------------------------------------------------- | --- | --- |
| Sustantivos: posesión                                     | sensei no kuruma 先生の車 | el coche del profesor |
| Sustantivos: Conexión                                     | kuruma no Toyota 車のトヨタ | El coche Toyota |
| Sustantivos: marcador de sujeto en oraciones subordinadas | Kare no tsukutta kēki wa oishikatta. 彼の使ったケーキはおいしかった。 | El pastel que él hizo estaba rico. |
| adjetivos tipo i: sustantivación                          | Yasui no wa, kore. 安いのは、これ。 | Este es el más barato. |
| Verbos: sustantivación                                    | Taberu no ga daisuki. 食べるのが大好き。 | Me encanta comer. |
| Frases: sustantivación                                    | Mō, tabeta no? もう、食べたの？ Kuruma na no? 車なの？ Kare ni mō ageta no yo! 彼にもうあげたのよ！ | ¿Ya has comido? ¿Es un coche? ¡Ya se lo he dado! |

### no de
| ので | No de: "porque" Etimología: no + de Coloquialmente, no de es a menudo acortado como n de.                 | No de: "porque" Etimología: no + de Coloquialmente, no de es a menudo acortado como n de. |
| Formas | Japonés                                                                                                   | Significado                                                                               |
| --- | --- | ----------------------------------------------------------------------------------------- |
| Frases* | Tesuto ga aru no de, ikenai. テストがあるので、行けない。 Gakkō na no de, kin'en da. 学校なので、禁煙だ。 | Porque tengo un examen, No puedo ir. Porque en la escuela no se fuma.                     |
| *Las frases que acaban en un sustantivo o adjetivo de tipo Na requieren la forma na]] de la cópula antes de la sustantivación no. | |                                                                                           |

### nomi
| のみ        | Nomi: "sólo, solamente" Nomi es más formal y menos común que dake. Se diferencia de dake, sólo si se trata de mayor cantidad. | Nomi: "sólo, solamente" Nomi es más formal y menos común que dake. Se diferencia de dake, sólo si se trata de mayor cantidad. |
| Formas      | Japonés | Significado |
| ----------- | --- | --- |
| Sustantivos | Tō-ten de wa, Nihon en nomi go-riyō itadakemasu. 当店では、日本円のみご利用頂けます。                                         | Esta tienda acepta solamente yenes japoneses.                                                                                 |

### no ni
| のに                                                           | No ni: "a pesar de, aunque, incluso, sin embargo; podría ser; con el fin de" Etimología: no + ni Sustantivos y adjetivos Na pueden estar seguidos por na antes de usar esta partícula. No ni tiene un significado más fuerte que kedo cuando se usa como "aunque," y transmite arrepentimiento cuando es usado como "podría tener." | No ni: "a pesar de, aunque, incluso, sin embargo; podría ser; con el fin de" Etimología: no + ni Sustantivos y adjetivos Na pueden estar seguidos por na antes de usar esta partícula. No ni tiene un significado más fuerte que kedo cuando se usa como "aunque," y transmite arrepentimiento cuando es usado como "podría tener." |
| Formas                                                         | Japonés | Significado |
| -------------------------------------------------------------- | --- | --- |
| Adjectivos, verbos: "aunque"                                   | Benkyō shiteiru no ni, eigo ga hanasenai. 勉強しているのに、英語が話せない。 | Aunque estoy estudiándolo, no puedo hablar inglés. |
| Adjectivos (condicional), verbos (condicional): "podría tener" | Kaette kitara, yokatta no ni. 帰ってきたら、よかったのに。 | Hubiera sido agradable si hubiese llegado a casa. |
| Verbos (forma simple): "con el fin de"                         | Hikkosu no ni torakku ga hitsuyō da. 引っ越すのにトラックが必要だ。 | (Con el fin de) para trasladarte, necesitas un camión. |

### wo
| を                                            | O: Objeto directo; "a través, a, por el, desde, pasado (solo verbos de movimiento)" Esto no está relacionado con el prefijo honorífico o, escrito お o 御. | O: Objeto directo; "a través, a, por el, desde, pasado (solo verbos de movimiento)" Esto no está relacionado con el prefijo honorífico o, escrito お o 御. |
| Formas                                        | Japonés | Significado |
| --------------------------------------------- | --- | --- |
| Sustantivos: objeto directo                   | Neko ga esa o tabeta. 猫が餌を食べた。 | El gato comió a su presa. |
| Sustantivos: a través, por, etc. (movimiento) | Sora o tobu 空を飛ぶ | Vuela a través del/ por el cielo |

### sa/sā
| さ・さぁ             | Sa: Oración masculina/partícula final de frase, indica explicación de hechos evidentes. Es más suave que yo. Sā: Oración femenina/partícula final de frase, usada como ne, pero a la vez más frecuente como extremadamente coloquial. | Sa: Oración masculina/partícula final de frase, indica explicación de hechos evidentes. Es más suave que yo. Sā: Oración femenina/partícula final de frase, usada como ne, pero a la vez más frecuente como extremadamente coloquial. |
| Formas               | Japonés | Significado |
| -------------------- | --- | --- |
| Frases: sa masculino | Kanojo wa inai kara, dansu ni ikanai sa. 彼女はいないから、ダンスに行かないさ。 | No salgo a bailar, porque no tengo novia. |
| Frases: sā           | Kinō sā, gakkō de sā, sensei ni sā, chūi sarete sā, chō mukatsuita. 昨日さあ、学校でさあ、先生にさあ、注意されてさあ、超むかついた。                                                                                                  | |

### sae
| さえ        | Sae: "incluso" El significado se superpone con mo. Sae implica (normalmente) énfasis positivo que alcanza la evidencia de que algo es más grande de lo que se suponía. Puede estar seguido por mo para énfasis adicionales. Contrastar con sura. | Sae: "incluso" El significado se superpone con mo. Sae implica (normalmente) énfasis positivo que alcanza la evidencia de que algo es más grande de lo que se suponía. Puede estar seguido por mo para énfasis adicionales. Contrastar con sura. |
| Formas      | Japonés | Significado |
| ----------- | --- | --- |
| Sustantivos | Kanji sae kakeru. 漢字さえかける。 | Él incluso puede escribir kanji. |

#### de sae
| でさえ      | De sae: "even" Etimología: de + sae De sae reemplaza wa y ga, como por en cima de de mo | De sae: "even" Etimología: de + sae De sae reemplaza wa y ga, como por en cima de de mo |
| Formas      | Japonés                                                                                 | Significado                                                                             |
| ----------- | --------------------------------------------------------------------------------------- | --------------------------------------------------------------------------------------- |
| Sustantivos | Sonna koto wa saru de sae dekiru. そんなことは猿でさえできる。                          | Incluso un mono puede hacer eso.                                                        |

#### sae...ba/ra
| さえ…〜ば・ら | Sae...ba/ra: sae seguido por un verbo en los significados condicionales de "si sólo." | Sae...ba/ra: sae seguido por un verbo en los significados condicionales de "si sólo." |
| Formas        | Japonés                                                                               | Significado                                                                           |
| ------------- | ------------------------------------------------------------------------------------- | ------------------------------------------------------------------------------------- |
| Sustantivos   | Kore sae nomeba, futsukayoi ga naoru yo. これさえ飲めば、二日酔いが直るよ。           | Si solo bebes esto, tu resaca será mejor.                                             |

### shi
| し                 | Shi: "y lo que es más" (conjunción)                                                    | Shi: "y lo que es más" (conjunción)                             |
| Formas             | Japonés                                                                                | Significado                                                     |
| ------------------ | -------------------------------------------------------------------------------------- | --------------------------------------------------------------- |
| Adjectivos, verbos | Kirei da shi, hiroi shi, ii ne, kono apāto! きれいだし、広いし、いいね、このアパート。 | ¡Está limpio, es espacioso; este apartamento es bonito, ¿o no?! |

### shika
| しか        | Shika: "sólo, solamente" Shika puede estar seguido por un verbo negativo. Shika puede verse agravada como dakeshika, kirishika, y nomishika (+ el verbo negativo) hace hincapié en una cantidad extremadamente limitada o frecuencia. | Shika: "sólo, solamente" Shika puede estar seguido por un verbo negativo. Shika puede verse agravada como dakeshika, kirishika, y nomishika (+ el verbo negativo) hace hincapié en una cantidad extremadamente limitada o frecuencia. |
| Formas      | Japonés | Significado |
| ----------- | --- | --- |
| Sustantivos | Ichi en dama shika nai. 一円玉しかない。 | Tengo sólo una moneda de un yen. |
| Verbos      | Yūbin-kyoku ni iku shika nai. 郵便局に行くしかない。 | La única cosa [que haces] es ir a la oficina de correos. |

### sura
| すら        | Sura: "incluso" El significado se superpone con mo. Sura implica (normalmente) énfasis negativo que extiende la evidencia de que algo es menor de lo esperado. Contrastar con sae. | Sura: "incluso" El significado se superpone con mo. Sura implica (normalmente) énfasis negativo que extiende la evidencia de que algo es menor de lo esperado. Contrastar con sae. |
| Formas      | Japonés | Significado |
| ----------- | --- | --- |
| Sustantivos | Kanji sura kakenai. 漢字すら書けない。 | Incluso él no puede ni escribir kanji. |

### to
| と                             | To: "y" (conjunción); "con" (preposición) "si"; citación | To: "y" (conjunción); "con" (preposición) "si"; citación |
| Formas                         | Japonés                                                  | Significado                                              |
| ------------------------------ | -------------------------------------------------------- | -------------------------------------------------------- |
| Sustantivos: conjunción        | sore to kore それとこれ                                  | Ese y este                                               |
| Sustantivos: preposición (con) | Boku to ikitai? 僕と行きたい？                           | ¿NO quieres venir conmigo?                               |
| Verbos, adjectivos: "si"       | Benkyō suru to wakaru. 勉強すると分かる。                | Si estudias, lo entenderás.                              |
| Alguna frase: citación         | Umi made! to sakenda. 海までと叫んだ。                   | "¡Hasta el mar!" gritó.                                  |

#### to ka
| とか        | To ka: Una lista de partículas usadas como nado. A menudo usadas con la palabra de pregunta nani (Qué) en la forma nantoka ("algo u otro "). Etimología: to + ka | To ka: Una lista de partículas usadas como nado. A menudo usadas con la palabra de pregunta nani (Qué) en la forma nantoka ("algo u otro "). Etimología: to + ka |
| Formas      | Japonés | Significado |
| ----------- | --- | --- |
| Sustantivos | Kani to ka, hotate to ka, zenbu tabeta yo. 蟹とか、帆立とか、全部食べたよ。                                                                                      | Teníamos cangrejos, vieiras, [otras cosas,] nos lo comimos todo.                                                                                                 |

#### to mo
| とも (共)                                          | To mo (共): "ambos, todo del" To mo (sin kanji): "aunque si, sin embargo; en él...-est; si...; [énfasis]" Si sigue a un sustantivo y se usa con un verbo negativo, el significado cambia a "ninguno". Etimología: to + mo | To mo (共): "ambos, todo del" To mo (sin kanji): "aunque si, sin embargo; en él...-est; si...; [énfasis]" Si sigue a un sustantivo y se usa con un verbo negativo, el significado cambia a "ninguno". Etimología: to + mo |
| Formas                                             | Japonés | Significado |
| -------------------------------------------------- | --- | --- |
| Sustantivos contados                               | Watashi wa, aitsura ga futari to mo kirai da. 私は、あいつらが、二人とも嫌いだ。 Zannen nagara, sono kuruma wa san dai to mo irimasen. 残念ながら、その車は三台とも要りません。                                           | Odio a ambos chicos. Desgraciadamente, no necesitamos ninguno de aquellos tres coches. |
| Verbos volitivos                                   | Dō shiyō to mo amari susumanai. どうしようともあまり進まない。 | No importa como intentemos [hacer algo], no progresaremos mucho. |
| Forma Adverbial de adjetivo i                      | Sukunaku to mo go-jū mairu aruite kita. 少なくとも五十マイル歩いてきた。 Osoku to mo itte miyō yo. 遅くともいってみようよ。                                                                                               | Paseamos al menos 50 millas [para llegar aquí]. Aun siendo tarde, vamos y lo comprobamos. |
| Verbos (emparejado con el mismo vrebo en negativo) | Kau to mo kawanai to mo hakkiri shite imasen. 買うとも買わないともはっきりしていません。 | No está claro si van a comprar o no. |
| Verbos, adjectivos                                 | Waratte ii to mo. 笑っていいとも。 Ikimasen to mo. 行きませんとも。 | Está bien para reír. Como si quisiera ir. |

### tte
Esta es otra forma de to. Es una versión acortada de to iu o to iu-no-wa, y es un tipo de partícula que marca la citación del verbo. A veces es usado para cita directa, a veces para cita indirecta, y a veces simplemente para enfatizar una palabra o concepto.
tte es casual, y (porque puede ser una cita directa) el nivel de educación del material citado no es necesariamente reflejado por el hablante. Si deseas ser claramente formal, usa to iimasu en lugar de tte.
Sugu kimasu tte "Dice que vendrá pronto"
Enfatizando una palabra o concepto de pensamiento:
Arabugo tte, muzukashikunai?, "Árabe, eh, ¿Es que no es difícil?"

#### tteba
| ってば                 | Tteba:tteba es a veces usado para un énfasis fuerte, especialmente cuando el hablante se muestra impaciente. Etimología: te + ba | Tteba:tteba es a veces usado para un énfasis fuerte, especialmente cuando el hablante se muestra impaciente. Etimología: te + ba |
| Formas                 | Japonés | Significado |
| ---------------------- | --- | --- |
| Alguna frase: citación | kōhī datteba ! コーヒーだってば！                                                                                                | He dicho "café"! |

### wa (ha)
Wa es el marcador del tema. Se escribe con el hiragana は ha, rara vez se usa わ, wa.
Wa es también usado a menudo por mujeres al finalizar una oración para establecer una conexión emocional (en este caso, sí se escribe con el hiragana わ, wa). Esto también transmite una cierta diferencia entre los deseos del hablante y sus emociones.

### ya
Ya es usado para marcar listas incompletas de cosas.
Watashi no suki na tabemono wa okashi ya pan ya mikan nado desu,
"私の好きな食べ物はおかしやパンやみかんやなどです。" "Me gustan los frutos secos, el pan y las mandarinas."
Para marcar una lista exhaustiva , se usa entonces la partícula to.

### yara
Escrito やら, es una partícula que denota cualquier incertidumbre o listado.

### yo
Yo aparece al final de una oración, y es usado como exclamación. Compare entre zo y ze.
Kaeru yo! significa "¡Voy a casa!"
Yo es a veces usado como un sustantivo, y funciona como un marcador vocativo. Se usa especialmente en el japonés antiguo, poesías y canciones.
Saraba, tomo yo, "Hasta siempre, ¡Amigo!"
Yo se escribe con el hiragana: よ.

### yori
Yori puede significar "desde", y también se usa para marcar comparaciones.
Kono densha-wa, Kashiwa-yori saki, kaku eki-ni tomarimasu "Este tren para en cada estación después de Kashiwa".
Dare-yori-mo kanemochi-ni naritai "Quiero ser más rico que ninguno".
Yori normalmente se escribe con el hiragana より.

### ze
Escrita ぜ, ze es una partícula que indica exclamación. Es usada mucho por hombres, y jamás se considera educada. Compare yo y zo.

### zo
Escrita ぞ, zo es una partícula que indica exclamación. Es usada principalmente por hombres, pero su uso se considera un poco menos poderoso y más positivo que ze. Compare entre yo y ze.

### zutsu
Zutsu significa "cada uno" y normalmente sigue a un sustantivo contable:
Chokorēto-o ni-ko-zutsu tabemashita, que significa "He comido dos onzas de cada (marca de) chocolate.
Zutsu se escribe con el hiragana ずつ.

## Contraste

### wa (ha)yga
Wa y ga suelen ser las partículas más confusas en el aprendizaje del idioma japonés.
Una de las estrategias más utilizadas para la comprensión de la diferencia entre éstas partículas es mediante la formulación de dos preguntas:
1.¿Qué sucede?
2.¿Quién lo hace?
Para contestar la primera pregunta se utiliza Wa, que señala el tema.
Watashi wa tabemasu. "Estoy comiendo."
Watashi wa nemui desu. "Tengo sueño."
Para contestar la segunda pregunta se utiliza Ga, que indica el sujeto.
Ame ga futte imasu. "Está lloviendo." (Literalmente significa "La lluvia está cayendo")
Atama ga itai. "Me duele la cabeza."
Ambas partículas pueden usarse en una misma oración:
Watashi wa anata ga genki da to nozomimasu. "(Yo) Espero que (tú) te encuentres bien."
Watashi wa anata ga suki da yo. "(A mí) Me gustas (tú)."

### niyde
Ni y de pueden ser usadas como partículas de lugar, correspondiendo a la preposición "en". El uso es exclusivamente mutuo.
Ni, cuando se utiliza para marcar lugar, se usa sólo con verbos de existencia como iru, "estar, existir;" aru, "estar, existir, tener;" y sumu, "vivir, habitar."
Nihon-ni sumu. "Vivo en Japón."
Gakkō-ni iru. "Estoy en el colegio."
De es usado con verbos de acción para transmitir el lugar de la acción, en oposición a la ubicación de ser.
Gakkō-de neru. "Duermo en la escuela."
*Gakkō-ni neru. *"Duermo en la escuela," no tiene una construcción significativa

### niye
Ni y e pueden indicar dirección de movimiento, significando "hacia", "a" o "en". En este sentido, e es muy parecido a "hacia" en términos de uso. Mientras que ni usado direccionalmente, es posible que sustituya a e. Ni usado en otros sentidos no puede sustituir a e:
学校に行く - Gakkō ni iku. "Voy a la escuela," donde gakkō, "escuela," es el destino de iku, "ir."
学校へ行く - Gakkō e iku. "Voy hacia la escuela," donde gakkō, "escuela," es el destino de iku, "ir."
学校にいる - Gakkō ni iru. "Estoy en la escuela," donde gakkō, "escuela," es el lugar de iru, "estar;" no un destino.
学校へいる -  Gakkō e iru. "Estoy en la escuela," no es posible esta construcción con "estar" no es un verbo de movimiento, y "escuela" no puede ser el destino.
友達に会う - Tomodachi ni au "Me encuentro con amigos," donde tomodachi, "amigo/s," es el Objeto indirecto de au, "encontrar/reunir;" no un destino.
*Tomodachi e au *"Me encuentro hacia amigos," esto es imposible porque "encontrar" no es un verbo de movimiento.
Hon o kai ni itta "Fui a comprar un libro," donde kai ni, "a comprar," marca propósito o intención, y es perífrasis verbal; no un destino.
*Hon o kai e itta *"Quiero hacía comprar un libro," no es posible porque kai, "comprar," no es un destino.
Indicador de dirección, usando e en lugar de ni se prefiere cuando ni no es utilizado como dirección en proximidad:
Tomodachi ni ai ni Kyōto e itta. "Quiero ir hacia Kyoto para reunirme con mis amigos."

### gayo
En algunos casos, ga y o son intercambiables. Por ejemplo, con la forma tai, significando "querer", es posible decir cualquiera de las siguientes frases:
Gohan-ga tabetai. "(Lo que)Quiero comer (es) arroz."
Gohan-o tabetai. "Quiero comer (el) arroz."
Similarmente, suki, un adjetivo tipo na significa "gustar", puede usarse indistintamente con ga o o:
Kimi-ga suki da "Me gustas"
Kimi-o suki de yokatta "Estoy encantando de que me gustes (tú)" (palabras de una canción popular)
En la primera frase se utiliza como auxiliar la partícula da para indicar la relación del tema y en cambio en la segunda se utiliza la partícula wo para indicar el objeto/sujeto directo (en español corresponde a él, lo, las) y como auxiliar se utiliza de para indicar la razón.

### niyto
Ni y to son a veces intercambiables en formas como ni naru y to naru. La forma ni naru sugiere un cambio natural, mientras que to naru sugiere algún agente indirecto.

### yayto
Ya es usado para listas incompletas, mientras que to se usa de forma completa.

## Sustantivo y verbo derivado postposicional, modismos

### Sustantivo derivado postposicional, modismos

#### jō
| 上          | Jō: "Desde el punto de vista de"                                  | Jō: "Desde el punto de vista de"                          |
| Formas      | Japonés                                                           | Significado                                               |
| ----------- | ----------------------------------------------------------------- | --------------------------------------------------------- |
| Sustantivos | Rekishi jō wa, tadashii to omoimasu. 歴史上は、正しいと思います。 | Desde un punto de vista histórico, Creo que tienes razón. |

#### chū
| 中          | Chū: "En progreso, en medio de, haciendo ahora" | Chū: "En progreso, en medio de, haciendo ahora" |
| Formas      | Japonés                                         | Significado                                     |
| ----------- | ----------------------------------------------- | ----------------------------------------------- |
| Sustantivos | Tadaima, denwa chū desu. ただいま、電話中です。 | Él está ahora al teléfono'.                     |

#### jū
| 中                  | Jū: "Durante, a través de"; a menudo seguido por de   | Jū: "Durante, a través de"; a menudo seguido por de |
| Formas              | Japonés                                               | Significado                                         |
| ------------------- | ----------------------------------------------------- | --------------------------------------------------- |
| Sustantivos: tiempo | Ichi nichi jū shigoto shimasu. 一日中仕事します。     | Trabajaré durante todo el día.                      |
| Sustantivos: sitio  | Amerika jū de hayatte iru. アメリカ中で流行っている。 | Se ha hecho famoso en toda América.                 |

#### kata/gata
| かた・がた (方)                            | Kata: Marca el plural de algunos pronombres, más cortés entre marcadores plurales como ra y tachi.   | Kata: Marca el plural de algunos pronombres, más cortés entre marcadores plurales como ra y tachi. |
| Formas                                     | Japonés                                                                                              | Significado                                                                                        |
| ------------------------------------------ | --- | -------------------------------------------------------------------------------------------------- |
| Pronombre Personal: marcador de plural     | Anata gata no okage de, yoi seiseki o ageraremashita. あなた方のおかげで、よい成績を上げられました。 | Gracias a vosotros, hemos tenido éxito.                                                            |
| Sustantivos personales: marcador de plural | Sensei gata ni tasukete moraimashita. 先生方に助けてもらいしました。                                 | Los profesores me ayudan.                                                                          |

#### ra
| ら (等)                                | Ra: Marcador de plural de algunos pronombres, menos educado que los marcadores kata/gata y tachi. | Ra: Marcador de plural de algunos pronombres, menos educado que los marcadores kata/gata y tachi. |
| Formas                                 | Japonés                                                                                           | Significado                                                                                       |
| -------------------------------------- | ------------------------------------------------------------------------------------------------- | ------------------------------------------------------------------------------------------------- |
| Pronombre Personal: marcador de plural | Boku ra wa ikanai. 僕らは行かない。                                                               | Nosotros no iremos.                                                                               |
| Pronombres de lugar: zona aproximada   | Koko ra hen ga itai. ここら辺が痛い。                                                             | Me duele por aquí.                                                                                |

#### tachi
| たち (達)                                   | Tachi: Marcador de Plural/grupo de sustantivos y algunos pronombres refiriéndose a gente; cortés neutro. | Tachi: Marcador de Plural/grupo de sustantivos y algunos pronombres refiriéndose a gente; cortés neutro. |
| Formas                                      | Japonés                                                                                                  | Significado                                                                                              |
| ------------------------------------------- | --- | --- |
| Sustantivos de animo: marcador de plural    | Sensei tachi ga kita. 先生達が来た。                                                                     | los profesores han venido.                                                                               |
| Pronombres: marcado de plural               | Watashi tachi wa raishū kaeru. 私達は来週帰る。                                                          | Nosotros volveremos la próxima semana.                                                                   |
| Nombre Personal/familiar: marcador de grupo | Saiaku no ko wa, Okada tachi da. 最悪の子は、岡田達だ。                                                  | Los peores niños son Okada y los otros.                                                                  |

### Verbos derivados postposicionales, modismos

#### zoi
| 沿い        | Zoi: "a lo largo de"; seguido por ni. | Zoi: "a lo largo de"; seguido por ni. |
| Formas      | Japonés                               | Significado                           |
| ----------- | ------------------------------------- | ------------------------------------- |
| Sustantivos | Tōri zoi ni aruku. 通り沿いに歩く。   | Andar a lo largo de la ciudad.        |